# 克莱門公寓

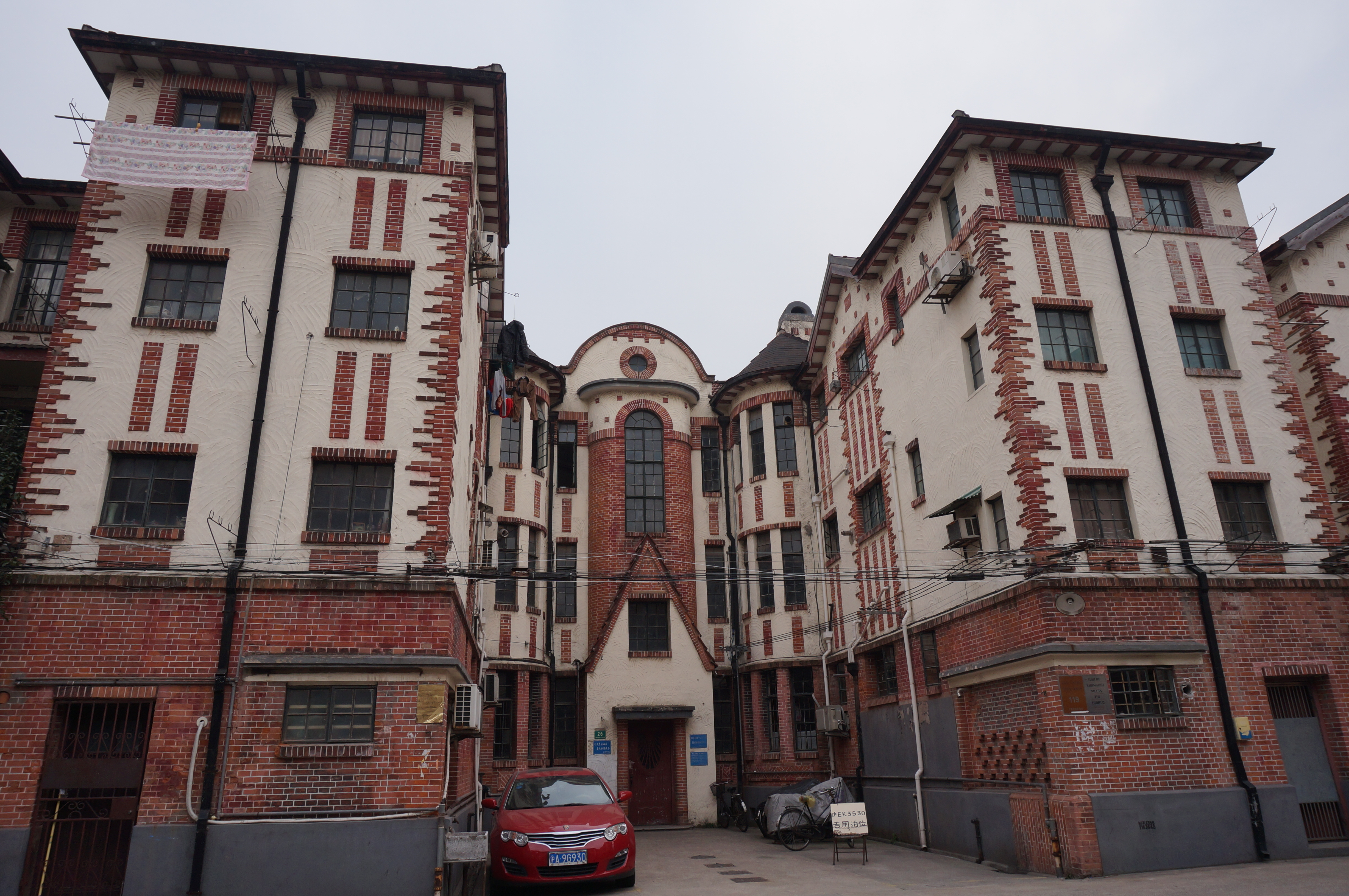
克莱門公寓

克莱門公寓（英語: Clement's Apartments）、は上海市徐匯区復興中路1363号にある集合住宅である。このマンションは1929年に竣工し、上海市優秀歴史建築である。
克莱門公寓はベルギー人のクレメント（英語: A.Clement）により発案した物件である。多くの住民は外国人だった。